# Riccordia ricordii
Riccordia ricordii là một loài chim trong họ Trochilidae.

## Hình ảnh

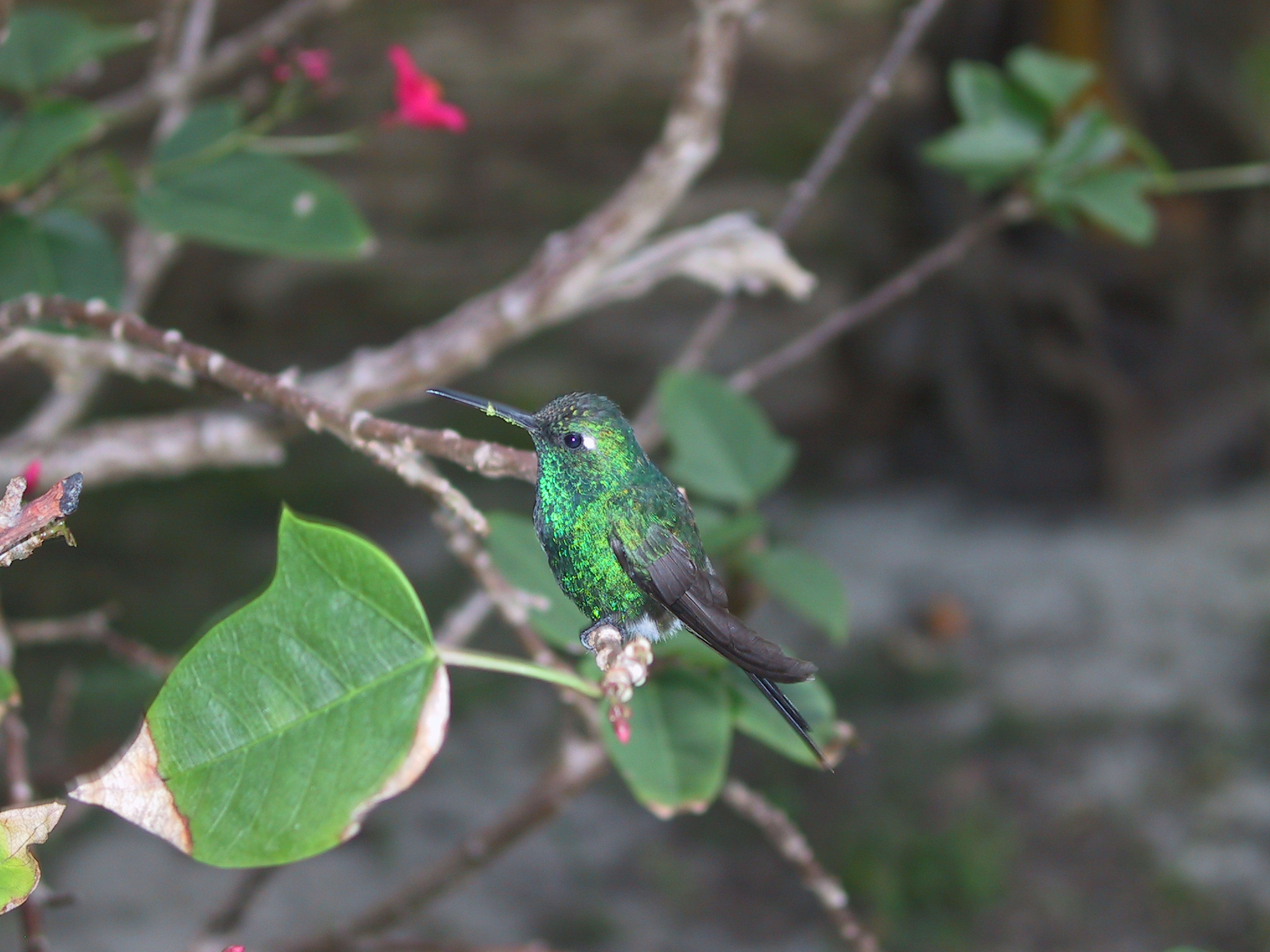
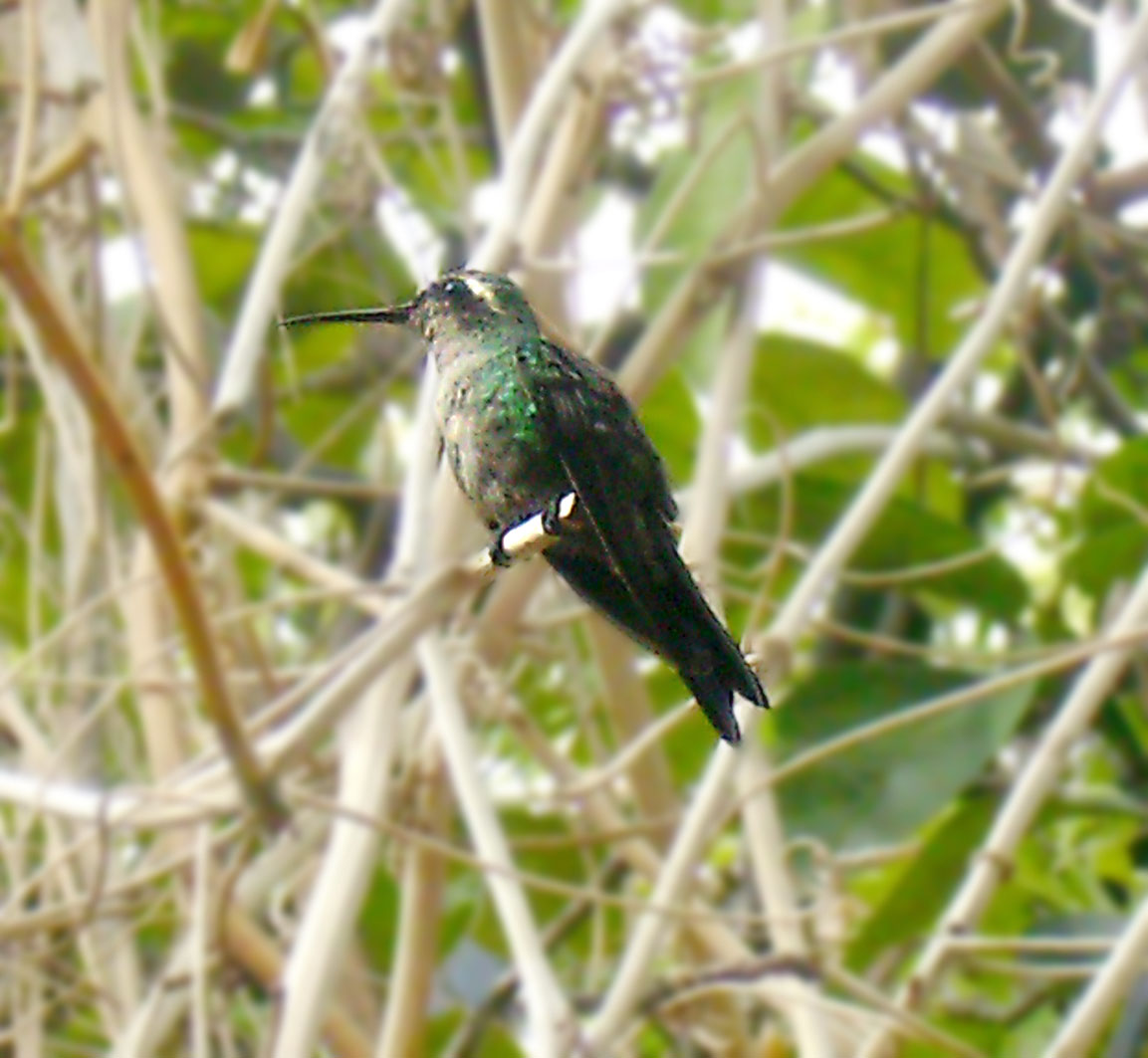
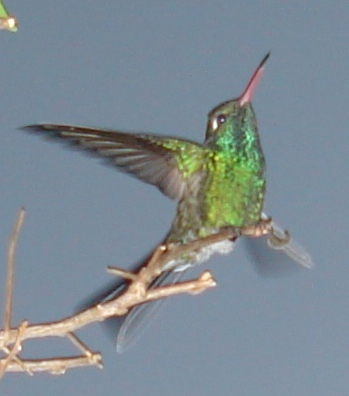
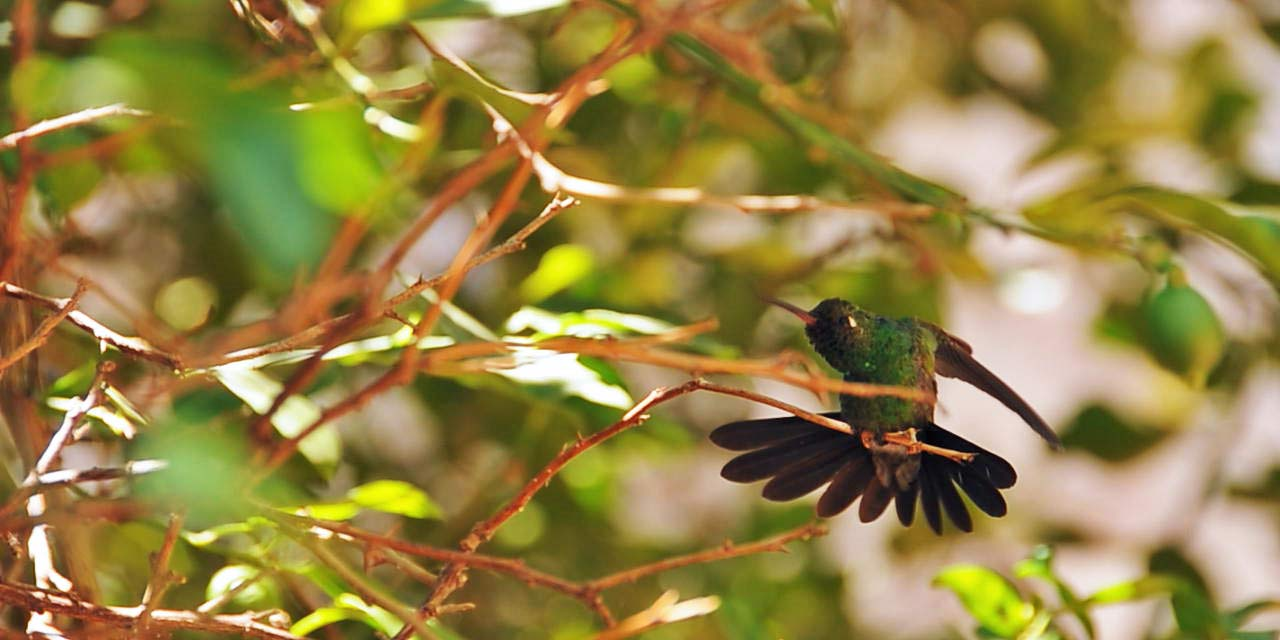